# Митяшин, Андрей Сергеевич
Андрей Сергеевич Митяшин (1996 г.р., Омутнинск, Кировская область) — российский военнослужащий, майор. Герой Российской Федерации (2023).

## Биография
Родился в Омутнинске Кировоской области, где Митяшин и окончил среднюю школу № 6.
Поступил, а позже после успешного окончания Казанского высшего танкового командного ордена Жукова Краснознамённого училища, попал в Южный военный округ, где понял, что с выбранной сферой деятельности не ошибся.
С февраля 2022 года участник российского нападения на Украину.

## Звания и награды
- Герой Российской Федерации (2023)[4]
- Орден Мужества (2)
- Медаль «За боевые отличия I степени»